# Atletika na Letních olympijských hrách 1984
Atletika na Letních olympijských hrách 1984 probíhala na stadionu Los Angeles Memorial Coliseum v Los Angeles. Závody v chůzi na 20 km a na 50 km probíhaly v ulicích města Los Angeles a maratón také v ulicích sousední Santa Moniky, kde startoval.

## Přehled vítězů

### Muži
| Disciplína                | Zlato                                                                                    | Výkon     | Stříbro                                                                       | Výkon     | Bronz                                                                           | Výkon     |
| běh na 100 m              | Carl Lewis · Spojené státy americké (USA)                                                | 9.99      | Sam Graddy · Spojené státy americké (USA)                                     | 10.19     | Ben Johnson · Kanada (CAN)                                                      | 10.22     |
| běh na 200 m              | Carl Lewis · Spojené státy americké (USA)                                                | 19.80     | Kirk Baptiste · Spojené státy americké (USA)                                  | 19.96     | Thomas Jefferson · Spojené státy americké (USA)                                 | 20.26     |
| běh na 400 m              | Alonzo Babers · Spojené státy americké (USA)                                             | 44.27     | Gabriel Tiacoh · Pobřeží slonoviny (CIV)                                      | 44.54     | Antonio McKay · Spojené státy americké (USA)                                    | 44.71     |
| běh na 800 m              | Joaquim Cruz · Brazílie (BRA)                                                            | 1:43.00   | Sebastian Coe · Velká Británie (GBR)                                          | 1:43.64   | Earl Jones · Spojené státy americké (USA)                                       | 1:43.83   |
| běh na 1500 m             | Sebastian Coe · Velká Británie (GBR)                                                     | 3:32.53   | Steve Cram · Velká Británie (GBR)                                             | 3:33.40   | José Manuel Abascal · Španělsko (ESP)                                           | 3:34.30   |
| běh na 5000 metrů         | Saïd Aouita · Maroko (MAR)                                                               | 13:05.59  | Markus Ryffel · Švýcarsko (SUI)                                               | 13:07.54  | António Leitão · Portugalsko (POR)                                              | 13:09.20  |
| běh na 10 000 metrů       | Alberto Cova · Itálie (ITA)                                                              | 27:47.54  | Mike McLeod · Velká Británie (GBR)                                            | 28:06.22  | Mike Musyoki · Keňa (KEN)                                                       | 28:06.46  |
| 110 m překážek            | Roger Kingdom · Spojené státy americké (USA)                                             | 13.20     | Greg Foster · Spojené státy americké (USA)                                    | 13.23     | Arto Bryggare · Finsko (FIN)                                                    | 13.40     |
| běh na 400 metrů překážek | Edwin Moses · Spojené státy americké (USA)                                               | 47.75     | Danny Harris · Spojené státy americké (USA)                                   | 48.13     | Harald Schmid · Západní Německo (FRG)                                           | 48.19     |
| Běh na 3000 m překážek    | Julius Korir · Keňa (KEN)                                                                | 8:11.80   | Joseph Mahmoud · Francie (FRA)                                                | 8:13.31   | Brian Diemer · Spojené státy americké (USA)                                     | 8:14.06   |
| 4 × 100 m štafeta         | Spojené státy americké (USA) · Sam Graddy · Ron Brown · Calvin Smith · Carl Lewis        | 37.83     | Jamajka (JAM) · Al Lawrence · Greg Meghoo · Donald Quarrie · Ray Stewart      | 38.62     | Kanada (CAN) · Ben Johnson · Tony Sharpe · Desai Williams · Sterling Hinds      | 38.70     |
| 4 × 400 m štafeta         | Spojené státy americké (USA) · Sunder Nix · Ray Armstead · Alonzo Babers · Antonio McKay | 2:57.91   | Velká Británie (GBR) · Kriss Akabusi · Garry Cook · Todd Bennett · Phil Brown | 2:59.13   | Nigérie (NGR) · Sunday Uti · Moses Ugbusien · Rotimi Peters · Innocent Egbunike | 2:59.32   |
| Maratonský běh            | Carlos Lopes · Portugalsko (POR)                                                         | 2:09:21   | John Treacy · Irsko (IRL)                                                     | 2:09:56   | Charlie Spedding · Velká Británie (GBR)                                         | 2:09:58   |
| Chůze na 20 km (silnice)  | Ernesto Canto · Mexiko (MEX)                                                             | 1:23:13   | Raúl González Rodríguez · Mexiko (MEX)                                        | 1:23:20   | Maurizio Damilano · Itálie (ITA)                                                | 1:23:26   |
| Chůze na 50 km (silnice)  | Raúl González Rodríguez · Mexiko (MEX)                                                   | 3:47:26   | Bo Gustafsson · Švédsko (SWE)                                                 | 3:53:19   | Sandro Bellucci · Itálie (ITA)                                                  | 3:53:45   |
| Skok do dálky             | Carl Lewis · Spojené státy americké (USA)                                                | 8.54 m    | Gary Honey · Austrálie (AUS)                                                  | 8.24 m    | Giovanni Evangelisti · Itálie (ITA)                                             | 8.24 m    |
| Trojskok                  | Al Joyner · Spojené státy americké (USA)                                                 | 17.26 m   | Mike Conley · Spojené státy americké (USA)                                    | 17.18 m   | Keith Connor · Velká Británie (GBR)                                             | 16.87 m   |
| Skok do výšky             | Dietmar Mögenburg · Západní Německo (FRG)                                                | 2.35 m    | Patrik Sjöberg · Švédsko (SWE)                                                | 2.33 m    | Ču Ťien-chua · Čína (CHN)                                                       | 2.31 m    |
| Skok o tyči               | Pierre Quinon · Francie (FRA)                                                            | 5.75 m    | Mike Tully · Spojené státy americké (USA)                                     | 5.70 m    | Earl Bell · Spojené státy americké (USA) · Thierry Vigneron · Francie (FRA)     | 5.60 m    |
| Vrh koulí                 | Alessandro Andrei · Itálie (ITA)                                                         | 21.26 m   | Michael Carter · Spojené státy americké (USA)                                 | 21.09 m   | Dave Laut · Spojené státy americké (USA)                                        | 20.97 m   |
| Hod diskem                | Rolf Danneberg · Západní Německo (FRG)                                                   | 66.60 m   | Mac Wilkins · Spojené státy americké (USA)                                    | 66.30 m   | John Powell · Spojené státy americké (USA)                                      | 65.46 m   |
| Hod kladivem              | Juha Tiainen · Finsko (FIN)                                                              | 78.08 m   | Karl-Hans Riehm · Západní Německo (FRG)                                       | 77.98 m   | Klaus Ploghaus · Západní Německo (FRG)                                          | 76.68 m   |
| Hod oštěpem               | Arto Härkönen · Finsko (FIN)                                                             | 86.76 m   | David Ottley · Velká Británie (GBR)                                           | 85.74 m   | Kenth Eldebrink · Švédsko (SWE)                                                 | 83.72 m   |
| Desetiboj                 | Daley Thompson · Velká Británie (GBR)                                                    | 8798 bodů | Jürgen Hingsen · Západní Německo (FRG)                                        | 8673 bodů | Siegfried Wentz · Západní Německo (FRG)                                         | 8412 bodů |

### Ženy
| Disciplína                | Zlato | Výkon     | Stříbro | Výkon     | Bronz                                                                                                 | Výkon     |
| běh na 100 m              | Evelyn Ashfordová · Spojené státy americké (USA) | 10.97     | Alice Brownová · Spojené státy americké (USA)                                                                   | 11.13     | Merlene Otteyová · Jamajka (JAM)                                                                      | 11.16     |
| běh na 200 m              | Valerie Briscoová-Hooksová · Spojené státy americké (USA) | 21.81     | Florence Griffith-Joynerová · Spojené státy americké (USA)                                                      | 22.04     | Merlene Otteyová · Jamajka (JAM)                                                                      | 22.09     |
| běh na 400 m              | Valerie Briscoová-Hooksová · Spojené státy americké (USA) | 48.83     | Chandra Cheeseboroughová · Spojené státy americké (USA)                                                         | 49.05     | Kathy Smallwoodová-Cooková · Velká Británie (GBR)                                                     | 49.43     |
| běh na 800 m              | Doina Melinteová · Rumunsko (ROU) | 1:57.60   | Kim Gallagherová · Spojené státy americké (USA)                                                                 | 1:58.63   | Fița Lovinová · Rumunsko (ROU)                                                                        | 1:58.83   |
| běh na 1500 m             | Gabriella Dorio · Itálie (ITA) | 4:03.25   | Doina Melinteová · Rumunsko (ROU)                                                                               | 4:03.76   | Maricica Puicăová · Rumunsko (ROU)                                                                    | 4:04.15   |
| Běh na 3000 m             | Maricica Puicăová · Rumunsko (ROU) | 8:35.96   | Wendy Smithová-Slyová · Velká Británie (GBR)                                                                    | 8:39.47   | Lynn Williamsová · Kanada (CAN)                                                                       | 8:42.14   |
| 100 metrů překážek        | Benita Fitzgeraldová · Spojené státy americké (USA) | 12.84     | Shirley Strongová · Velká Británie (GBR)                                                                        | 12.88     | Michele Chardonnetová · Francie (FRA) · Kim Turnerová · Spojené státy americké (USA)                  | 13.06     |
| běh na 400 metrů překážek | Nawal El Moutawakel · Maroko (MAR) | 54.61     | Judi Brownová · Spojené státy americké (USA)                                                                    | 55.20     | Cristeana Cojocaruová · Rumunsko (ROU)                                                                | 55.41     |
| 4 × 100 m štafeta         | Spojené státy americké (USA) · Alice Brownová · Jeanette Boldenová · Chandra Cheeseboroughová · Evelyn Ashfordová                                                  | 41.65     | Kanada (CAN) · Angela Bailey · Marita Payne · Angella Taylor-Issajenko · France Gareau                          | 42.77     | Velká Británie (GBR) · Simmone Jacobs · Kathy Smallwoodová-Cooková · Beverley Goddard · Heather Hunte | 43.11     |
| 4 × 400 m štafeta         | Spojené státy americké (USA) · Lillie Leatherwoodová · Sherri Howardová · Valerie Briscoová-Hooksová · Chandra Cheeseboroughová · Diane Dixonová* · Denean Howard* | 3:18.29   | Kanada (CAN) · Charmaine Crooksová · Jillian Richardsonová · Molly Killingbecková · Marita Payne · Dana Wright* | 3:21.21   | Západní Německo (FRG) · Heike Schulte-Mattler · Ute Thimmová · Heide-Elke Gaugelová · Gaby Bußmannová | 3:22.98   |
| Maratonský běh            | Joan Benoitová · Spojené státy americké (USA) | 2:24:52   | Grete Waitzová · Norsko (NOR)                                                                                   | 2:26:18   | Rosa Motaová · Portugalsko (POR)                                                                      | 2:26:57   |
| Skok do dálky             | Anișoara Stanciuová · Rumunsko (ROU) | 6.96 m    | Valy Ionescu · Rumunsko (ROU)                                                                                   | 6.81 m    | Susan Hearnshawová · Velká Británie (GBR)                                                             | 6.80 m    |
| Skok do výšky             | Ulrike Meyfarthová · Západní Německo (FRG) | 2.02 m    | Sara Simeoniová · Itálie (ITA)                                                                                  | 2.00 m    | Joni Huntleyová · Spojené státy americké (USA)                                                        | 1.97 m    |
| Vrh koulí                 | Claudia Loschová · Západní Německo (FRG) | 20.48 m   | Mihaela Loghinová · Rumunsko (ROU)                                                                              | 20.47 m   | Gael Martinová · Austrálie (AUS)                                                                      | 19.19 m   |
| Hod diskem                | Ria Stalmanová · Nizozemsko (NED) | 65.36 m   | Leslie Denizová · Spojené státy americké (USA)                                                                  | 64.86 m   | Florența Crăciunescuová · Rumunsko (ROU)                                                              | 63.64 m   |
| Hod oštěpem               | Tessa Sandersonová · Velká Británie (GBR) | 69.56 m   | Tiina Lillaková · Finsko (FIN)                                                                                  | 69.00 m   | Fatima Whitbreadová · Velká Británie (GBR)                                                            | 67.14 m   |
| Sedmiboj                  | Glynis Nunnová · Austrálie (AUS) | 6390 bodů | Jackie Joyner · Spojené státy americké (USA)                                                                    | 6385 bodů | Sabine Evertsová · Západní Německo (FRG)                                                              | 6363 bodů |

 * Sportovci kteří běželi v rozbězích a také obdrželi medaili.

## Medailové pořadí
| Umístění | Stát                         | Zlato | Stříbro | Bronz | Celkem |
| -------- | ---------------------------- | ----- | ------- | ----- | ------ |
| 1        | Spojené státy americké (USA) | 16    | 15      | 9     | 40     |
| 2        | Západní Německo (FRG)        | 4     | 2       | 5     | 11     |
| 3        | Velká Británie (GBR)         | 3     | 7       | 6     | 16     |
| 4        | Rumunsko (ROU)               | 3     | 3       | 4     | 10     |
| 5        | Itálie (ITA)                 | 3     | 1       | 3     | 7      |
| 6        | Finsko (FIN)                 | 2     | 1       | 1     | 4      |
| 7        | Mexiko (MEX)                 | 2     | 1       | 0     | 3      |
| 8        | Maroko (MAR)                 | 2     | 0       | 0     | 2      |
| 9        | Francie (FRA)                | 1     | 1       | 2     | 4      |
| 10       | Austrálie (AUS)              | 1     | 1       | 1     | 3      |
| 11       | Portugalsko (POR)            | 1     | 0       | 2     | 3      |
| 12       | Keňa (KEN)                   | 1     | 0       | 1     | 2      |
| 13       | Brazílie (BRA)               | 1     | 0       | 0     | 1      |
| 13       | Nizozemsko (NED)             | 1     | 0       | 0     | 1      |
| 15       | Kanada (CAN)                 | 0     | 2       | 3     | 5      |
| 16       | Švédsko (SWE)                | 0     | 2       | 1     | 3      |
| 17       | Jamajka (JAM)                | 0     | 1       | 2     | 3      |
| 18       | Pobřeží slonoviny (CIV)      | 0     | 1       | 0     | 1      |
| 18       | Irsko (IRL)                  | 0     | 1       | 0     | 1      |
| 18       | Norsko (NOR)                 | 0     | 1       | 0     | 1      |
| 18       | Švýcarsko (SUI)              | 0     | 1       | 0     | 1      |
| 22       | Čína (CHN)                   | 0     | 0       | 1     | 1      |
| 22       | Nigérie (NGR)                | 0     | 0       | 1     | 1      |
| 22       | Španělsko (ESP)              | 0     | 0       | 1     | 1      |